# Chen Yi (Kuomintang)
Chen Yi (en chino: 陳儀; nombres de cortesía Gongxia (公俠) y más tarde Gongqia (公洽), sobrenombre Tuisu (退素); 3 de mayo de 1883-18 de junio de 1950) fue el jefe ejecutivo y comandante de la guarnición de la provincia de Taiwán después de que el Imperio de Japón se rindiera a la República de China. Actuó en nombre de las potencias aliadas para aceptar el instrumento de rendición japonés en el Taipéi Zhongshan Hall el 25 de octubre de 1945. Se considera que manejó mal la tensión entre taiwaneses y chinos continentales que resultó en el Incidente del 28 de febrero de 1947, y fue despedido. En junio de 1948 fue nombrado presidente de la provincia de Zhejiang, pero fue despedido y arrestado cuando se descubrió su plan de rendirse al Partido Comunista Chino. Fue condenado a muerte y ejecutado por fusilamiento en Taipéi en 1950.

## Biografía temprana y educación.
Chen nació en Shaoxing, Zhejiang. Después de estudiar en la Academia Qiushi (ahora Universidad de Zhejiang , en 1902 fue a una academia militar en Japón durante siete años. Se unió a Guangfuhui mientras estaba en Japón. Regresó a Japón en 1917 para estudiar en una universidad militar durante tres años, luego residió en Shanghái. Se dice que fue un "japonófilo.: 251 
Fue el primer senador (總參議) y gobernador de Zhejiang (desde octubre de 1925). Chen también fue comandante del XIX Ejército de Ruta del Ejército Nacional Revolucionario (國民革命軍第十九路軍軍長). Después de 1927, trabajó en el Departamento de Asuntos Militares (軍政部), luego como presidente de Fujian en 1933 y Secretario General del Yuan Ejecutivo.

## Chen y Fujian
Chen se desempeñó como gobernador de la provincia de Fujian durante ocho años, a partir de 1934.: 252 Su experiencia en Fujian, la provincia inmediatamente al otro lado del Estrecho de Taiwán y la fuente de un mayor porcentaje de la población de Taiwán, fue claramente un factor en la selección de Chen para tomar el control de Taiwán al final de la guerra.
Durante su mandato en Fujian, Chen probó la complejidad de los lazos étnicos y sociales entre la gente de Fujian en otras partes de Asia. Enfrentó a un poderoso chino en Singapur, Tan Kah Kee, el líder de una gran comunidad de chinos en el extranjero . Como resultado del conflicto, Chen tuvo que gastar un esfuerzo considerable y capital político para defenderse de las acusaciones de mala administración hechas en su contra por el influyente Tan.: 252 

## Chen y Taiwán

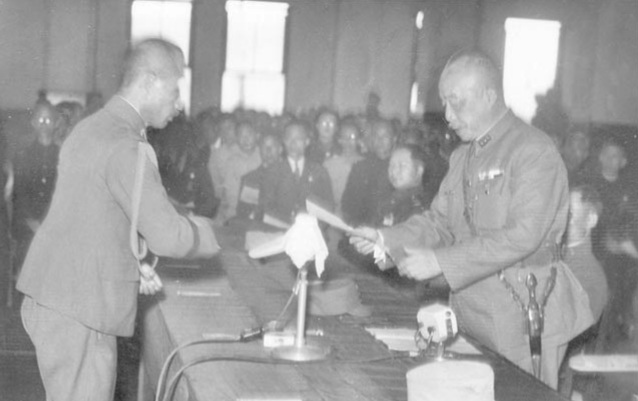
Chen (derecha) aceptando el recibo de la Orden N.º 1 firmada por Rikichi Andō (izquierda), el último gobernador general japonés de Taiwán, en el ayuntamiento de Taipéi.

En 1935, Chen fue enviado a Taiwán por Chiang Kai-shek para asistir a la "Exposición para conmemorar el 40 aniversario del comienzo de la administración en Taiwán", una exposición que sirvió como informe sobre los logros del proceso de modernización de Taiwán bajo el dominio japonés. Durante su estancia en Taiwán, elogió las modernas instalaciones públicas y el fuerte desarrollo económico. Chen expresó públicamente su admiración con celos por la calidad de vida avanzada que disfrutaban los taiwaneses en comparación con los chinos continentales que sufrieron la destrucción provocada por la guerra prolongada y la falta de una mayor modernización. Después de regresar a Fujian, presentó un informe a Chiang Kai-shek sobre su visita. Con su experiencia en Japón y Taiwán, Chen se había convertido en el primer candidato a gobernador de Taiwán en la mente de Chiang después de que Japón renunciara a la soberanía de Taiwán.
Bajo la autorización de la Orden General N.º° 1 de Douglas MacArthur, Chen Yi fue escoltado por George Kerr a Taiwán por aceptar la rendición del gobierno de Japón como delegado chino. El 25 de octubre de 1945, junto con delegados de las potencias aliadas, Chen firmó un instrumento de rendición con el general Ando Rikichi, gobernador general de Taiwán, en el ayuntamiento de Taipéi (actual Zhongshan Hall). Chen Yi proclamó ese día como el Día de la Retrocesión de Taiwán, que se consideró legalmente controvertido ya que Japón aún no había cedido Taiwán en ningún tratado hasta 1952. Los taiwaneses nativos, que en general eran anticomunistas y apoyaban al KMT, aplaudieron el retroceso, creyendo que sus exportaciones ahora podrían dirigirse a ayudar a China en lugar de a Japón.: 923–924 Las élites locales establecieron "Comités Preparatorios para Dar la Bienvenida al Gobierno Nacional", para ayudar a distribuir materiales promocionales en nombre de los nacionalistas chinos.

### Elogios y críticas
Chen recibió algunos elogios por su dedicación al trabajo, su frugalidad e incorruptibilidad. : 78 Sin embargo, fue criticado por su apoyo a sus subordinados más corruptos y su obstinada falta de flexibilidad en algunas políticas. A pesar de su fluidez en japonés, se negó a usar el idioma para interactuar con las élites taiwanesas locales, muchas de las cuales no podían hablar mandarín, creyendo que la isla debía abandonar el idioma colonial en favor de la nueva lengua nacional. Esta incapacidad para comunicarse fácilmente con sus súbditos y el hecho de que hizo un esfuerzo sorprendentemente pequeño para dejar sus oficinas oficiales e interactuar con la sociedad taiwanesa que gobernaba le hizo difícil detectar el creciente malestar en la isla después del primer año de gobierno de la posguerra.: 79–80 
Más tarde, Chen fue destituido del cargo de gobernador general de Taiwán por su mal manejo de la administración de Taiwán. Las políticas de Chen llevaron al Incidente 228 de 1947, y durante la brutal represión de las protestas locales que estallaron después del Incidente 228, se estima que murieron entre 5.000 y 28.000 civiles taiwaneses locales y no locales.

### Chen y el incidente del 28/2
En los primeros años del gobierno chino del KMT en Taiwán, la corrupción desenfrenada en la nueva administración encabezada por Chen provocó altas tasas de desempleo, enfermedades generalizadas y una inflación severa, lo que a su vez provocó un descontento local generalizado. : 924 Además, las nuevas políticas anunciadas a principios de 1947 enfurecieron aún más a los locales: las elecciones directas se retrasarían hasta finales de 1949, a pesar de la adopción de la Constitución china en 1947; las tierras y propiedades incautadas por los japoneses cincuenta años antes solo estarían disponibles para personas ricas que estuvieran conectadas con el gobierno en lugar de aquellas familias cuyas tierras habían sido incautadas; y el control monopólico se concentraría entre unos pocos funcionarios del gobierno. : 925 Las denuncias de carpetbagging por parte de nuevos inmigrantes del continente y una falla en los servicios sociales y gubernamentales también sirvieron para aumentar las tensiones. Como señaló el periódico Wenhui Bao de Shanghái, Chen dirigía todo "desde el hotel hasta el negocio del suelo nocturno". Los taiwaneses se sentían como hijastros coloniales en lugar de hijos perdidos de Han.
Los disturbios contra el KMT estallaron después del Incidente 228, que fue provocado por la muerte a golpes de una viuda el 27 de febrero de 1947. Agentes de la Oficina del Monopolio de Taiwán mataron a golpes a una viuda durante su arresto por vender cigarrillos de contrabando en violación del monopolio estatal del tabaco. Los espectadores enfurecidos obligaron a los agentes a huir; mientras escapaban, dispararon indiscriminadamente contra la multitud, matando a uno. : 926  El 28 de febrero se realizó una marcha de protesta pacífica exigiendo justicia para los asesinos de la viuda; después de marchar a la sede de la Oficina del Monopolio, se trasladaron a la oficina del Gobernador General, donde cuatro fueron asesinados a tiros sin previo aviso con ametralladoras. : 926 Los disturbios resultantes obligaron al Gobernador General a bloquear las oficinas gubernamentales en Taipéi, declarando la ley marcial el 28 de febrero. : 927 Los disturbios se extendieron al resto de Taiwán durante los días siguientes; en Taipéi, los líderes cívicos formaron el "Comité para Resolver el Incidente del 28 de febrero" para reunirse con el Gobernador General, solicitando urgentemente que se levante la ley marcial para reducir las consecuencias de las protestas. Chen acordó levantar la ley marcial a partir del 2 de marzo. : 927 
Chen anunció su amor por los taiwaneses nativos en un discurso de radio a la medianoche para marcar el comienzo del 2 de marzo, proponiendo reunirse con el Comité el 10 de marzo; el Comité también sería responsable de redactar sugerencias para reformar su administración. Durante el discurso, las tropas y la policía continuaron disparando a civiles desarmados en varios incidentes presenciados por funcionarios del consulado estadounidense, matando a aproximadamente treinta. : 927 Tras el discurso de radio, Chen prometió retirar las fuerzas gubernamentales para la noche del 3 de marzo y un "Cuerpo de Servicio Leal", formado principalmente por estudiantes bajo la autoridad del Comité, patrullaba las calles para mantener el orden. : 928  Las recomendaciones del comité, presentadas el 7 de marzo, tenían como objetivo mejorar el estatus de Taiwán de colonia a provincia de China y dar a los taiwaneses nativos un papel más importante en su propio gobierno, : 933–935 a lo que Chen ya había accedido en su mayoría.
Mientras tanto, Chen había solicitado en secreto que se desplegaran tropas militares desde Fujian contra los insurgentes taiwaneses; el Comité fue una artimaña para dar tiempo a que llegaran las tropas. El 8 de marzo, las fuerzas locales despejaron las calles de Keelung y Taipéi con fuego de ametralladora, lo que permitió que aterrizaran entre 8 y 10 000 policías y tropas de la Vigésima Primera División. : 931 Más de 1.000 civiles taiwaneses desarmados fueron asesinados a tiros durante la semana siguiente. Se vieron tropas robando a civiles y saqueando. : 931 Chen declaró públicamente que no había solicitado apoyo militar, lo que fue respaldado por un informe de Pai Chung-hsi a Chiang Kai-shek; debido al informe, Chiang profesó ignorar las condiciones en Taiwán y negó haber enviado las tropas en una reunión con el embajador de Estados Unidos en China, John Leighton Stuart, en Nankín. La investigación independiente de Stuart, dirigida por el cónsul estadounidense en Taipéi, concluyó que Chen efectivamente había solicitado las tropas y, a fines de marzo de 1947, el comité ejecutivo central del KMT recomendó que Chen fuera destituido como gobernador general por la " brutalidad despiadada" que había mostrado al sofocar la rebelión. Chen fue reemplazado como gobernador por Wei Tao-ming después de que el informe de Stuart fuera entregado a Chiang el 18 de abril de 1947. : 923 El puesto de Wei como gobernador fue específicamente proscrito de la autoridad militar que tenía el puesto de Chen como gobernador general, en respuesta al gobierno ineficiente de Chen.
Chen había ejecutado o encarcelado a todos los presuntos líderes rebeldes que pudo identificar y atrapar, y sus tropas habían procesado y ejecutado entre 3.000 y 4.000 en toda la isla, según una delegación taiwanesa en Nankín. Una consecuencia clave fue que "prácticamente todos los del pequeño grupo de líderes con educación moderna, experiencia administrativa y madurez política" fueron asesinados. Según informes de extranjeros en Taiwán, los panfletos firmados por Chiang prometían indulgencia para quienes habían huido de la ola inicial de asesinatos y los instaban a regresar; muchos de los que lo hicieron fueron encarcelados o ejecutados. Después de los asesinatos y saqueos indiscriminados iniciales, las tropas se dirigieron selectivamente a "élites" como estudiantes, intelectuales, líderes cívicos, personas identificadas anteriormente como críticas con las políticas gubernamentales y empresarios destacados para eliminar la resistencia. : 931  El número total de muertos por el incidente sigue en disputa y se ha convertido en un tema político en las décadas posteriores al fin de la ley marcial en 1987.

## Carrera posterior
Tras su destitución del cargo de gobernador general de Taiwán, Chen fue contratado como consultor. En junio de 1948, asumió el cargo de presidente provincial de la provincia de Zhejiang. En noviembre, liberó a más de cien comunistas que iban a ser ejecutados. En enero de 1949, Chen Yi pensó que la posición del KMT era insostenible, por lo que para rescatar a los 18 millones de residentes de la región de Nankín-Shanghái-Hangzhou de una guerra sin sentido, intentó desertar y unirse al Partido Comunista Chino. Junto con su deserción, intentó inducir al comandante militar de la guarnición Tang Enbo a que se rindiera al Partido Comunista. Sin embargo, Tang informó a Chiang Kai-shek que Chen le había aconsejado que se rebelara contra el Kuomintang. Chiang inmediatamente relevó la presidencia de Chen por el cargo de colaboración con los comunistas. En abril de 1950, Chen Yi fue escoltado a Taiwán y luego encarcelado en Keelung. En mayo de 1950, acusado de un caso de espionaje, Chiang Kai-shek ordenó al tribunal militar de Taiwán que condenara a muerte a Chen Yi. En el mismo año, el 18 de junio a las 5:00 p. m., fue ejecutado en Machangding, Taipéi y fue enterrado en Wugu, condado de Taipéi.
El 12 de febrero de 2006, un miembro del comité de la CCPPCh de Shaoxing propuso restaurar la antigua casa familiar de Chen, que había sido demolida para convertirla en una casa de baños.

## Citas
- "Los chinos continentales estaban lo suficientemente avanzados como para disfrutar de los privilegios del gobierno constitucional, pero debido a los largos años de gobierno despótico japonés, los habitantes de Formosa estaban retrasados políticamente y no eran capaces de llevar a cabo un autogobierno de manera inteligente". — (1947)[17]
- "Le tomó a los japoneses [sic] 51 años para dominar esta isla. Espero tomar alrededor de cinco años reeducar a la gente para que esté más feliz con la administración china". — (1947)
- "Nunca me olvidé de la empresa privada. Siempre tuve la intención de restablecerlo". — (1947)